# Oxamida
Oxamida és el compost orgànic amb la fórmula química (CONH₂)₂. És un sòlid blanc cristal·lí soluble en etanol, lleugerament soluble en aigua i insoluble en el dietilèter. L'oxamida és la diamida derivada de l'àcid oxàlic.

## Producció i aplicacions
L'oxamida es produeix a partir del cianur d'hidrogen el qual s'oxida a cianogen, i a continuació s'hidrolitza.
La principal aplicació de l'oxamida és la de substitut de la urea en els fertilitzants. <l'oxamida s'hidrolitza (allibera amoni) molt lentament, per tant de vegades es prefereix l'oxamida a la urea la qual allibera amoni molt de pressa.
També es fa servir l'oxamida per a estabilitzar les preparacions de nitrocel·lulosa. També es troba en els mtors dels coets del tipus APCP per la seva gran taxa de supressió de la combustió.

## Reaccions
Escalfada per sobre dels 350 °C, l'oxamida es descompon en cianogen i aigua.